# Thumos

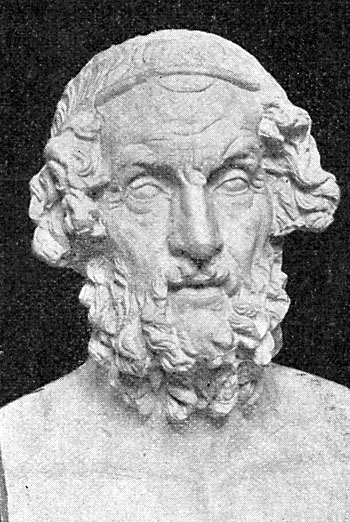
Busto de mármore de Homero no Museu Britânico, em Londres.

Thumos, também escrito thymos (em grego clássico: θυμός), é o conceito da Grécia Antiga de vontade (como em "um garanhão animado" ou "debate animado"). A palavra indica uma associação física com a respiração ou o sangue e também é usada para expressar o desejo humano de reconhecimento. Não é uma sensação somática, como náuseas e tonturas.

## História

### Homero
Nas obras de Homero, thumos era usado para denotar emoções, desejo ou um impulso interno. Thumos era uma posse permanente do homem vivo, à qual pertenciam seu pensamento e sentimento. Quando um herói homérico está sob estresse emocional, ele pode externalizar seu thumos e conversar com ele ou repreendê-lo. Aquiles, na Ilíada, se preocupa com sua própria honra; ele guarda deuses e divindades em seu coração; "...o senhor trovejante de Hera pode lhe conceder a vitória da glória, você não deve se concentrar em lutar contra os troianos, cujo prazer está na batalha, sem mim. Assim você diminuirá minha honra (thumos)."

### Demócrito
Demócrito usou "euthymia" (ou seja, "bom thumos") para se referir a uma condição na qual a alma vive calma e firmemente, não sendo perturbada por medo, superstição ou outras paixões. Para Demócrito, a eutimia era um dos aspectos fundamentais do objetivo da vida humana.

### Platão
O Fedro de Platão e sua obra posterior A República discutem o thumos como uma das três partes constituintes da psiquê humana. Em Fedro, Platão descreve o logos como um cocheiro conduzindo os dois cavalos eros e thumos (o amor erótico e a vivacidade devem ser guiados pelo logos). Em República (Livro IV) a alma se divide em três partes (ver a teoria tripartida da alma de Platão):
- nous ("intelecto" e "razão"), que é ou deveria ser a parte controladora que subjuga os apetites com a ajuda do thumos .
- thumos ("paixão"), o elemento emocional em virtude do qual sentimos alegria, diversão, etc. (República IV, 439e);
- epitumia ("apetite" e "afeição"), à qual são atribuídos desejos corporais;

Platão sugeriu que temos três partes de nossa alma, que combinadas nos tornam melhores em nossa vocação destinada e são uma base oculta para o desenvolvimento de nossas ideias inatas. Thumos pode extrair disto para fortalecer o homem com nosso raciocínio, esta divisão tripartite é a seguinte:
1. Razão (pensamentos, reflexões e questionamentos)
2. Espiritualidade (ego, glória, honra) e
3. Desejos (naturais, por exemplo, comida, bebida, sexo vs. não-naturais, por exemplo, dinheiro, poder).

## Visões contemporâneas

### Thymose democracia: megalotimia e isotimia
"Megalotimia" refere-se à necessidade de ser reconhecido como superior aos outros, enquanto "isotimia" é a necessidade de ser reconhecido como meramente igual aos outros. Ambos os termos são compostos neoclássicos, cunhados por Francis Fukuyama. Em seu livro O Fim da História e o Último Homem, Fukuyama menciona "thymos" em relação à democracia liberal e ao reconhecimento. Ele relaciona as ideias de Sócrates sobre Thymos e o desejo dele com a forma como as pessoas querem ser reconhecidas dentro de seu governo. Os problemas surgem quando outras pessoas não reconhecem o Thymos de outra pessoa e, portanto, não fornecem a justiça que ele requer. Para que as pessoas existam em harmonia, argumenta Fukuyama, a isotimia, em vez da megalotimia, deve ser usada para satisfazer a necessidade humana de reconhecimento. Qualquer sistema que cria desigualdade política está necessariamente alimentando a megalotimia de alguns membros enquanto a nega a outros. Fukuyama explica como Thymos se relaciona com a história com o exemplo do anticomunismo em relação à União Soviética, Europa Oriental e China. Ele afirma: “Não podemos compreender a totalidade do fenómeno revolucionário a menos que apreciemos o funcionamento da raiva timótica e a exigência de reconhecimento que acompanharam a crise económica do comunismo.”

### Na medicina
Hipertimia, distimia, ciclotimia e eutimia são condições mentais e comportamentais na psicologia moderna, enquanto a alexitimia é estudada na neuropsicologia.